# Agriotes tadzhikistanicus
Agriotes tadzhikistanicus là một loài bọ cánh cứng trong họ Elateridae. Loài này được Gurjeva miêu tả khoa học năm 1967.